# Stelis palmarum
Stelis palmarum là một loài Hymenoptera trong họ Megachilidae. Loài này được Timberlake mô tả khoa học năm 1941.